# 須川橋梁 (東北新幹線)
須川橋梁（すかわきょうりょう）は、福島県福島市の荒川に架かる鉄道橋であり、東日本旅客鉄道（JR東日本）東北新幹線および東北本線の橋梁が並んで架橋されている。橋梁名称である「須川」は、福島市内を流れる荒川の旧名称が由来であり、昭和中期以前から記録が残る江戸時代まで長らく使用されていた。

## 東北新幹線須川橋梁
当橋梁は、東北新幹線郡山駅 - 福島駅間に位置するプレストレスト・コンクリート橋（PC橋）であり、単純桁4連桁継ぎによる押出し工法にて架橋された。

### 諸元
- 形式 - 単純PC一室箱桁[1]
- 橋長 - 234.4m[1]
- 幅員 - 11.6m[2]
- 最大支間長 - 56.96m[1]
- 桁高 - 4.6m[3]
- 着工 - 1979年（昭和54年）4月2日[3]
- 竣工 - 1980年（昭和55年）10月1日[3]
- 施工者 - 川田建設[1]
- 発注者 - 日本国有鉄道仙台新幹線工事局[1]

## 東北本線須川橋梁
当橋梁は、東北本線南福島駅 - 福島駅間に位置している。

### 諸元
- 着工 - 1960年（昭和35年）5月25日
- 竣工 - 1960年11月18日

## 周辺
荒川と阿武隈川の合流地点に近く、北側には福島駅がある。
- 荒川緑地
  - 荒川運動公園
- 葉ノ木立緑地
- 福島県道148号水原福島線
- 福島市立清明小学校

## 隣の橋
- 荒川

（上流） - 八木田橋 - あづま橋 - 東北新幹線須川橋梁 - 東北本線須川橋梁 - 信夫橋 - （下流）